# Souk El Had (Boumerdès)
Souk El Had (în arabă سوق الحد) este o comună din provincia Boumerdès, Algeria.
Populația comunei este de 6.693 de locuitori (2008).